# Joyous Gard

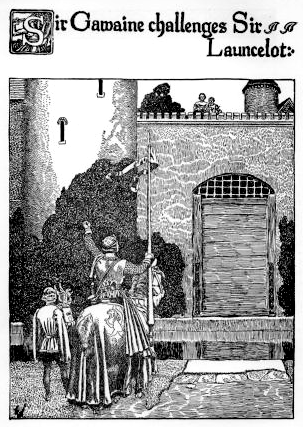
"Sir Gawaine challenges Sir Launcelot", Ilustracja Howard Pyle z The Story of the Grail and the Passing of King Arthur (1910)

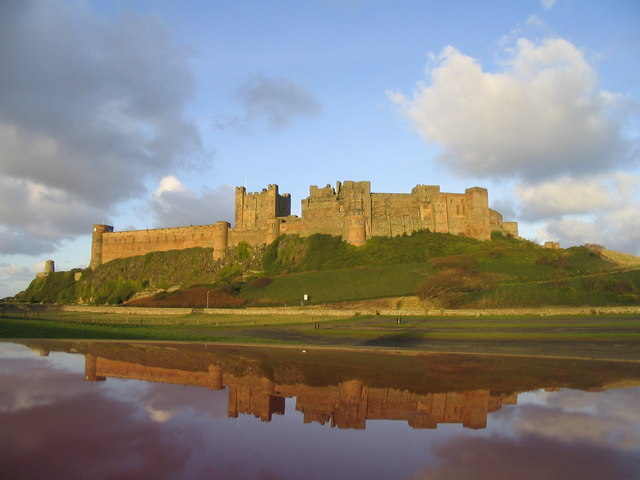
Zamek Bamburgh w 2008 r.

Joyous Gard (fr. Joyeuse Garde) – zamek występujący w literaturze brytyjskiej z legendy o królu Arturze. Został on przedstawiony w XIII-wiecznej francuskiej prozie Lancelot-Graal jako dom i potężna forteca bohatera Lancelota z Jeziora po jego zdobyciu z rąk sił zła. Le Morte d’Arthur utożsamia ją z zamkiem Bamburgh.

## Prawdopodobna lokalizacja
W swoim Le Morte d’Arthur, późnośredniowieczny angielski pisarz Thomas Malory identyfikował Joyous Gard z zamkiem Bamburgh, nadmorskim zamkiem w Northumberland, który został zbudowany na miejscu celtyckiego/brytyjskiego fortu znanego jako Din Guarie. Przed napisaniem swojego dzieła Malory osobiście uczestniczył w oblężeniu zamku przez Yorkistów podczas Wojny Róż. Zaproponował również pobliski zamek Alnwick. Joyous Gard jest również łączony z Château de Joyeuse Garde, wczesnośredniowiecznym zamkiem w Bretanii, gdzie rozpoczęła się kontynentalna tradycja arturiańska.